# 大江戸宅急便
大江戸宅急便（おおえどたっきゅうびん）は、日本の同人音楽サークル。島村秀行(~~vが主宰する音楽制作集団で、萌えをテーマにした楽曲のアレンジや映像作品を多数発表している。また、制作した作品には多数の制作者がゲスト参加している。代表作は全12枚から構成される東方Project楽曲のアレンジシリーズ『月刊ミゾノクチ』。

## 経歴
活動は1996年から、パソコン通信による有志による集まりからで、初期のサークル名は「創作集団クエルフ」。当時代表であった「くえす」と「エルフ」を掛け合わせたもの。2000年から現在のサークル名に改称した。制作作品には作曲家のbermei.inazawa、ボーカルの片霧烈火、作詞家のinterface、イラストレーターのぼっしぃが度々参加している。
コミックマーケット71で頒布された6枚組の音楽作品『ooedo.jp』は本サークルによって制作された100枚目の作品となっている。リリースした51枚目から99枚目までの作品に収録された楽曲を含むベストアルバム3枚や映像作品『大江戸警察』、リミックス・アルバム、サークルメンバーが手掛けた楽曲集で構成されたBOX仕様となっており、同人音楽を批評するムック『同人音楽を聴こう！』では「超大作」として紹介された。